# C2orf74
C2orf74 (англ. Chromosome 2 open reading frame 74) – білок, який кодується однойменним геном, розташованим у людей на 2-й хромосомі. Довжина поліпептидного ланцюга білка становить 194 амінокислот, а молекулярна маса — 21 915.
| 10         |  | 20         |  | 30         |  | 40         |  | 50         |
| ---------- |  | ---------- |  | ---------- |  | ---------- |  | ---------- |
| MSLLAKPMSF |  | ETTAITFFII |  | LLICLICILL |  | LLVVFLYKCF |  | QGRKGKETKK |
| VPCTDANGGV |  | DCAAAKVVTS |  | NPEDHERILM |  | QVMNLNVPMR |  | PGILVQRQSK |
| EVLATPLENR |  | RDMEAEEENQ |  | INEKQEPENA |  | GETGQEEDDG |  | LQKIHTSVTR |
| TPSVVESQKR |  | PLKGVTFSRE |  | VIVVDLGNEY |  | PTPRSYTREH |  | KERK       |

A: Аланін

C: Цистеїн

D: Аспарагінова кислота

E: Глутамінова кислота

F: Фенілаланін

G: Гліцин

H: Гістидин

I: Ізолейцин

K: Лізин

L: Лейцин

M: Метіонін

N: Аспарагін

P: Пролін

Q: Глутамін

R: Аргінін

S: Серин

T: Треонін

V: Валін

Локалізований у мембрані.